# Tadeusz Kruk
Tadeusz Kruk (ur. 25 września 1935 w Lubielu Nowym) – polski działacz partyjny i państwowy, od 1980 wojewoda krośnieński.

## Życiorys
Syn Adama i Genowefy. Ukończył Wyższą Szkołę Nauk Społecznych przy KC PZPR w Warszawie. Od 1954 członek Polskiej Zjednoczonej Partii Robotniczej. Od 1965 pracował w aparacie partyjnym kolejno jako instruktor, kierownik POPP oraz sekretarz organizacyjny Komitetu Miejskiego i Powiatowego w Pruszkowie. Między 1971 a 1975 kierownik Wydziału Organizacyjnego Warszawskiego Komitetu Wojewódzkiego, ponadto od 1973 jego członek. Delegat na VIII Zjazd PZPR w 1975. Pomiędzy 1975 a 1980 pozostawał sekretarzem Komitetu Wojewódzkiego PZPR w Płocku, zaś od 1975 do 1981 – członkiem Centralnej Komisji Rewizyjnej KC PZPR. 27 maja 1980 został wojewodą krośnieńskim. W 1984 odznaczony medalem „Za zasługi dla miasta Krosna”. Na przełomie 1989 i 1990 w jego miejsce pełniącym obowiązki wojewody został Zygmunt Błaż.